# Jack Menke
Jack Menke (16 juni 1948) is een Surinaams socioloog. Hij is hoogleraar aan de Anton de Kom Universiteit van Suriname (AdeKUS) en het Institute for Graduate Studies & Research (IGSR), beide in Paramaribo. Hij is voorzitter van het Stichting Wetenschappelijke Informatie (SWI).

## Biografie
Jack Menke studeerde van 1970 tot 1976 Methodologie van de Sociale Wetenschappen aan de Rijksuniversiteit Groningen en sloot zijn studie af als doctorandus. Twee decennia later, in 1998, slaagde hij als Ph.D. in Politieke en Sociaal-Culturele Wetenschappen aan de Universiteit van Amsterdam. Sinds 2009 is hij hoogleraar aan de AdeKUS en het IGSR, die zich beide op het universiteitsterrein aan de Leysweg in Paramaribo bevinden.
Hij is gasthoogleraar en onderzoeker wereldwijd, zoals aan de universiteiten van Brasilia, Guyana, Kaapstad en West-Indië, de Vanderbilt University in Nashville, het Koninklijk Instituut voor Taal-, Land- en Volkenkunde in Leiden, het VN-Ontwikkelingsprogramma, de Voedsel- en Landbouworganisatie van de Verenigde Naties, de Inter-Amerikaanse Ontwikkelingsbank, Caricom en UNICEF.
Verder is hij voorzitter van het Stichting Wetenschappelijke Informatie (SWI), dat onder meer peilingen houdt tijdens verkiezingen. Voor de verkiezingen van 2015 pleitte hij ervoor dat kranten meer op de programmapunten van de partijen moesten zitten. Verder viel hem op dat elke krant zijn eigen kleur heeft die van invloed is op toonzetting, voorkeuren en aversies.
In 2016 nam hij plaats in het bestuur van de universiteit. De tot dan toe politieke benoemingen maakten toen plaats voor een gekozen bestuur uit het wetenschappelijk kader; Menke werd voorzitter met de bioloog Dennis Mans als ondervoorzitter. Het nieuwe bestuur ging de samenwerking aan met de universiteit van Cayenne in Frans-Guyana en het wereldwijde Chinese Confuciusnetwerk.
In 2019 werd hij op de AdeKUS en IGSR ontslagen en opgevolgd door Eric Jagdew. Tegen diezelfde tijd zei hij dat hij het ontslag als een scenario van de politiek zag dat al langer op de plank lag. Minister Lilian Ferrier van Onderwijs, Wetenschap en Cultuur verweet hem vreemde geldstromen, maar kwam vier maanden later op haar beschuldigingen terug. Hij werd in zijn wetenschappelijke functies hersteld, maar niet als bestuursvoorzitter.
- Digitale Bibliotheek voor de Nederlandse Letteren: menk013
- International Standard Name Identifier: 0000 0000 3027 7028
- Library of Congress Control Number: n85311775
- Nederlandse Thesaurus van Auteursnamen: 073034770
- ORCID: 0009-0009-7303-4619
- Système universitaire de documentation: 092417027
- Virtual International Authority File: 241346247